# Kim Lucine
Pour les articles homonymes, voir Lucine.
Kim Lucine (né le 16 septembre 1988 à Annecy en Haute-Savoie) est un patineur artistique français . Il a patiné pour la France jusqu'en 2009 et patine pour Monaco depuis 2010.

## Biographie

### Carrière pour la France
Kim Lucine baigne dans le milieu du patinage dès sa naissance puisque ses parents, Didier et Claudie Lucine, entraînent au sein du club Sports de Glace d'Annecy. Il est donc entraîné par ses parents dès le début de son apprentissage et tout au long de sa carrière sportive. Triple champion de France novice (2003 à 2005), champion de France junior en 2007, il obtient son meilleur résultat aux championnats de France élites lors de l'édition 2007 à Orléans lorsqu'il se classe 4e derrière Brian Joubert, Yannick Ponsero et Samuel Contesti.
Sur le plan international, il participe à trois championnats du monde junior dont le meilleur résultat est une 11e place en février 2008 à Sofia.
En novembre 2008, alors qu'il doit participer au Trophée de France, une blessure au genou droit l'oblige à déclarer forfait. Il laisse sa place à son compatriote Yoann Deslot. Cette blessure le contraint à déclarer forfait pour toute la saison 2008/2009, mais également pour la saison suivante 2009/2010.
Durant cette année d'arrêt la fédération monégasque de patinage lui propose de prendre la place de la précédente patineuse monégasque afin de représenter les couleurs de Monaco.

### Carrière pour Monaco

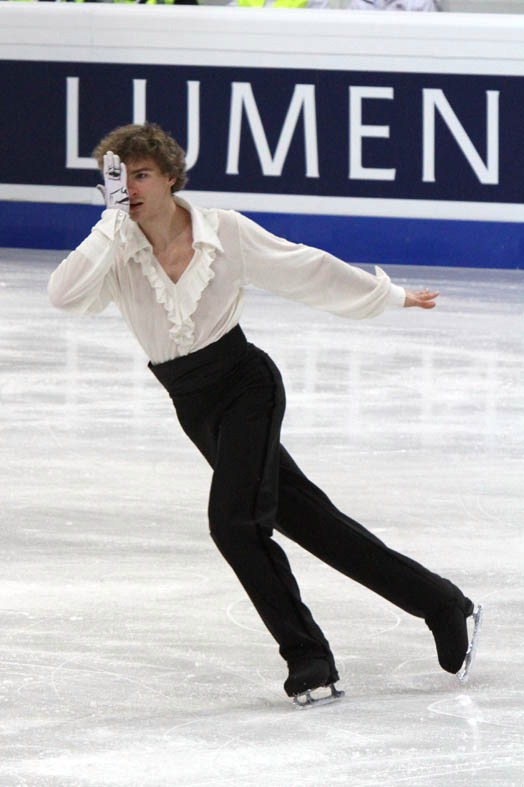
Kim Lucine aux championnats d'Europe 2011 à Berne

Lors de la saison 2010/2011, après avoir obtenu l'autorisation de patiner pour la principauté de Monaco, il se présente pour la première fois à des championnats d'Europe, en janvier 2011 à Berne. Il prend une encourageante 2e place lors des qualifications, et termine finalement à la 17e place. Deux mois plus tard, il doit participer à ses premiers championnats du monde senior, en mars 2011 à Tokyo. Dix jours avant le début de ceux-ci, il est déjà présent au Japon avec le français Florent Amodio pour suivre un stage à Fukuoka sur l'île de Kyūshū, lorsque se produit le séisme du 11 mars 2011 de la côte Pacifique du Tōhoku. À la suite du report des championnats, il rentre en France dès le 14 mars. Un mois plus tard, il se rend à Moscou, le nouveau lieu d'organisation des mondiaux, il passe la qualification et rentre en finale pour s'y classer 23e, une première pour un athlète monégasque!
En 2011/2012, il progresse dans la hiérarchie européenne en prenant la 13e place des championnats d'Europe de janvier 2012 à Sheffield. Lors des championnats du monde de mars 2012 à Nice, quasiment à domicile, il reprend la 23e place mondiale en finale sous les yeux de la famille princière venu assister à sa performance.
En 2012/2013, il rentre dans le top 12e aux championnats d'Europe de janvier 2013 à Zagreb, cependant il rate le programme court de ses troisièmes championnats du monde, en mars 2013 à London au Canada et ne se qualifie pas pour la finale.
En 2013/2014, il se classe 16e des championnats d'Europe de janvier 2014 à Budapest mais est invité au gala de clôture aux côtés des médaillés grâce à son exhibition sur Mario Bros. Il se blesse ensuite lors d'une chute à l'entraînement de la qualification olympique ce qui l’empêche quelques mois plus tard de participer aux Jeux olympiques d'hiver de février 2014 à Sotchi. Lors des championnats du monde de mars 2014 à Saitama, il se classe 29e du programme court et est une nouvelle fois invité à participer au gala de clôture avec les médaillés.
En 2014/2015, il participe en septembre à la super production OperaPop on ice dans les arènes de Vérone au côté notamment de Carolina Kostner et Stéphane Lambiel. En décembre, lors d'un gala en Italie, il se casse le tendon d’Achille ce qui l'oblige à annuler toutes ses tournées d'hiver ainsi que les championnats d'Europe de janvier 2015 à Stockholm pour se faire opérer.

## Palmarès
| Compétition                                                 | 2005    | 2006    | 2007    | 2008    | 2009    | 2010    | 2011    | 2012    | 2013    | 2014    | 2015    |  |  |  |
| Jeux olympiques d'hiver                                     |         |         |         |         |         |         |         |         |         |         |         |  |  |  |
| Championnats du monde                                       |         |         |         |         |         |         | 23e     | 23e     | 32e     | 29e     |         |  |  |  |
| Championnats d’Europe                                       |         |         |         |         |         |         | 17e     | 13e     | 12e     | 16e     | F       |  |  |  |
| Championnats de France                                      | 13e     | A       | 4e      | 6e      | F       | F       |         |         |         |         |         |  |  |  |
| Championnats du monde juniors                               |         | 17e     | 12e     | 11e     |         |         |         |         |         |         |         |  |  |  |
|                                                             |         |         |         |         |         |         |         |         |         |         |         |  |  |  |
| Grand Prix ISU                                              | 2004/05 | 2005/06 | 2006/07 | 2007/08 | 2008/09 | 2009/10 | 2010/11 | 2011/12 | 2012/13 | 2013/14 | 2014/15 |  |  |  |
| Trophée de France                                           |         |         |         |         | F       |         |         |         |         |         |         |  |  |  |
| Légende : F = Forfait ; A = Abandon ; * = Résultats à venir |         |         |         |         |         |         |         |         |         |         |         |  |  |  |